# Tinea bothniella
Tinea bothniella is een vlinder uit de familie echte motten (Tineidae). De wetenschappelijke naam is voor het eerst geldig gepubliceerd in 1953 door Svensson.
De soort komt voor in Europa.